# Grand Prix Německa 2005

Grand Prix Německa LXVII Grosser Mobil 1 Preis von Deutschland
- 24. červenec 2005
- Okruh Hockenheim
- 67 kol x 4,574 km = 306,458 km
- 743. Grand Prix
- 7. vítězství Fernanda Alonsa
- 24. vítězství pro Renault

## Výsledky
| Pozice | Jezdec               | Vůz            | Čas         |
| ------ | -------------------- | -------------- | ----------- |
| 1      | Fernando Alonso      | Renault R 25   | 1:26:28.599 |
| 2      | Juan Pablo Montoya   | McLaren MP4/20 | á 0:22,569  |
| 3      | Jenson Button        | B.A.R 007      | á 0:24,422  |
| 4      | Giancarlo Fisichella | Renault R 25   | á 0:50"587  |
| 5      | Michael Schumacher   | Ferrari F 2005 | á 0:51"690  |
| 6      | Ralf Schumacher      | Toyota TF 105  | á 0:52"242  |
| 7      | David Coulthard      | Red Bull RB 1  | á 0:52"700  |
| 8      | Felipe Massa         | Sauber C 24    | á 0:56"570  |
| 9      | Christian Klien      | Red Bull RB 1  | á 0:69"818  |
| 10     | Rubens Barrichello   | Ferrari F 2005 | á 1 kolo    |
| 11     | Nick Heidfeld        | Williams FW 27 | á 1 kolo    |
| 12     | Takuma Sató          | B.A.R 007      | á 1 kolo    |
| 13     | Christijan Albers    | Minardi PS 05  | á 2 kola    |
| 14     | Jarno Trulli         | Toyota TF 105  | á 2 kola    |
| 15     | Jacques Villeneuve   | Sauber C 24    | á 3 kola    |
| 16     | Narain Karthikeyan   | Jordan EJ 15   | á 3 kola    |
| 17     | Tiago Monteiro       | Jordan EJ 15   | á 3 kola    |
| 18     | Robert Doornbos      | Minardi PS 05  | á 4 kola    |
| Kolo   | Odstoupili           | -              | -           |
| 55     | Mark Webber          | Williams FW 27 | á 12 kolo   |
| 35     | Kimi Räikkönen       | McLaren MP4/20 | Hydraulika  |

### Nejrychlejší kolo
- Kimi RAIKKONEN McLaren Mercedes 	1:14,873 – 219.924 km/h

### Vedení v závodě
- 1-35 kolo Kimi Räikkönen
- 36-67 kolo Fernando Alonso

### Postavení na startu
- Červená- výměna motoru / posunutí o 10 míst na startovním roštu

| 1. řada  | 1                  | 2                    |
|          | Kimi Räikkönen     | Jenson Button        |
|          | McLaren            | BAR                  |
|          | 1'14.320           | 1'14.759             |
| 2. řada  | 3                  | 4                    |
|          | Fernando Alonso    | Giancarlo Fisichella |
|          | Renault            | Renault              |
|          | 1'14.904           | 1'14.927             |
| 3. řada  | 5                  | 6                    |
|          | Michael Schumacher | Mark Webber          |
|          | Ferrari            | Williams             |
|          | 1'15.006           | 1'15.070             |
| 4. řada  | 7                  | 8                    |
|          | Nick Heidfeld      | Takuma Sato          |
|          | Williams           | BAR                  |
|          | 1'15.403           | 1'15.635             |
| 5. řada  | 9                  | 10                   |
|          | Jarno Trulli       | Christian Klien      |
|          | Toyota             | Red Bull             |
|          | 1'15.532           | 1'15.635             |
| 6. řada  | 11                 | 12                   |
|          | David Coulthard    | Ralf Schumacher      |
|          | Red Bull           | Toyota               |
|          | 1'15.679           | 1'15.689             |
| 7. řada  | 13                 | 14                   |
|          | Felipe Massa       | Jacques Villeneuve   |
|          | Sauber             | Sauber               |
|          | 1'16.009           | 1'16.012             |
| 8. řada  | 15                 | 16                   |
|          | Rubens Barrichello | Christijan Albers    |
|          | Ferrari            | Minardi              |
|          | 1'16.230           | 1'17.519             |
| 9. řada  | 17                 | 18                   |
|          | Robert Doornbos    | Tiago Monteiro       |
|          | Minardi            | Jordan               |
|          | 1'18.313           | 1'18.599             |
| 10. řada | 19                 | 20                   |
|          | Narain Karthikeyan | Juan Pablo Montoya   |
|          | Jordan             | McLaren              |
|          | – -- ---           | – -- ---             |
| -------- | ------------------ | -------------------- |

### Zajímavosti
- Robert Doornbos startoval poprvé v mistrovství světa.
- Vůz se startovním číslem 19 startoval v 500 GP